# Liste von Persönlichkeiten aus Bedano
Diese Liste enthält in Bedano im Kanton Tessin geborene Persönlichkeiten und solche, die in Bedano ihren Wirkungskreis hatten, ohne dort geboren zu sein. Die Liste erhebt keinen Anspruch auf Vollständigkeit.

## Persönlichkeiten
(Sortierung nach Geburtsjahr)
- Adelsfamilie Rusca.  von Bedano[1]

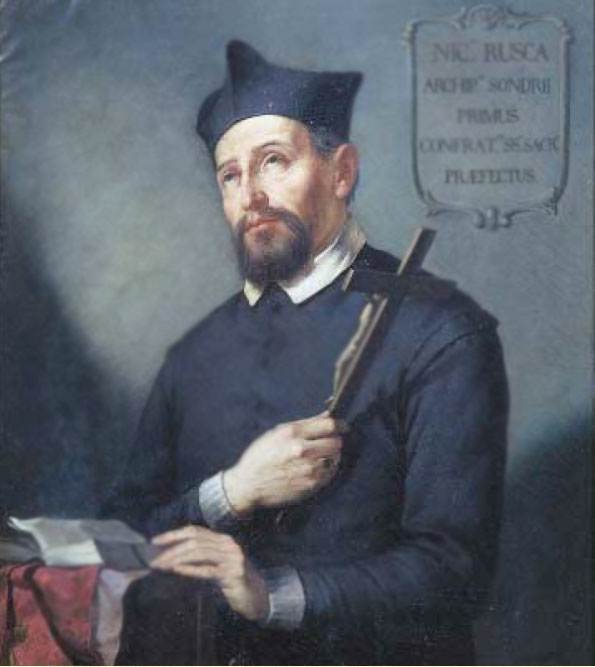
Nicolò Rusca auf einem Gemälde von Antonio Caimi (1852)

  - Michele Rusca (* um 1300 in Bedano; † nach 1347 ebenda), 1347 Grundbesitzer in Bedano[1]
  - Alberto Rusca (* um 1400 in Bedano; † vor 25. November 1475 in Locarno), Erzpriester von Locarno seit 1444 bis zu seinem Tode[1]
  - Luigi Rusca (* um 1450 in Bedano; † nach 21. April 1490 ebenda), Rechtsanwalt[2]
  - Nicolò Rusca (1563–1618); römisch-katholischer Erzpriester, Märtyrer des Glaubens in Thusis
  - Bartolomeo Rusca (* um 1565 in Bedano; † nach 1620 in Montagna in Valtellina), Doktor der Theologie, Koadjutor seines Bruders Nicolò in Sondrio, dessen Nachfolger in der umfangreichen Kirchgemeinde er ausschlug. Erzpriester von Montagna in Valtellina 1620[1]
  - Luigi Rusca (* 1567 in Bedano; † nach 1640 in Sessa), Bruder des Nicolò, Koadjutor, hierauf Nachfolger seines Bruders Nicolò in Sessa 1590–1638, baute die neue Pfarrkirche San Martino, lebte noch 1640[1]
  - Giovanni Antonio Rusca (* um 1595 in Bedano; † nach 1663 in Sessa), Neffe des Nicolò, Doktor der Theologie, Kanoniker von Sondrio und 1638, Pfarrer von Sessa, führte den Bau der Pfarrkirche San Martino zu Ende und liess den Glockenturm bauen[1]

- Künstlerfamilie Albertolli. [3][4]

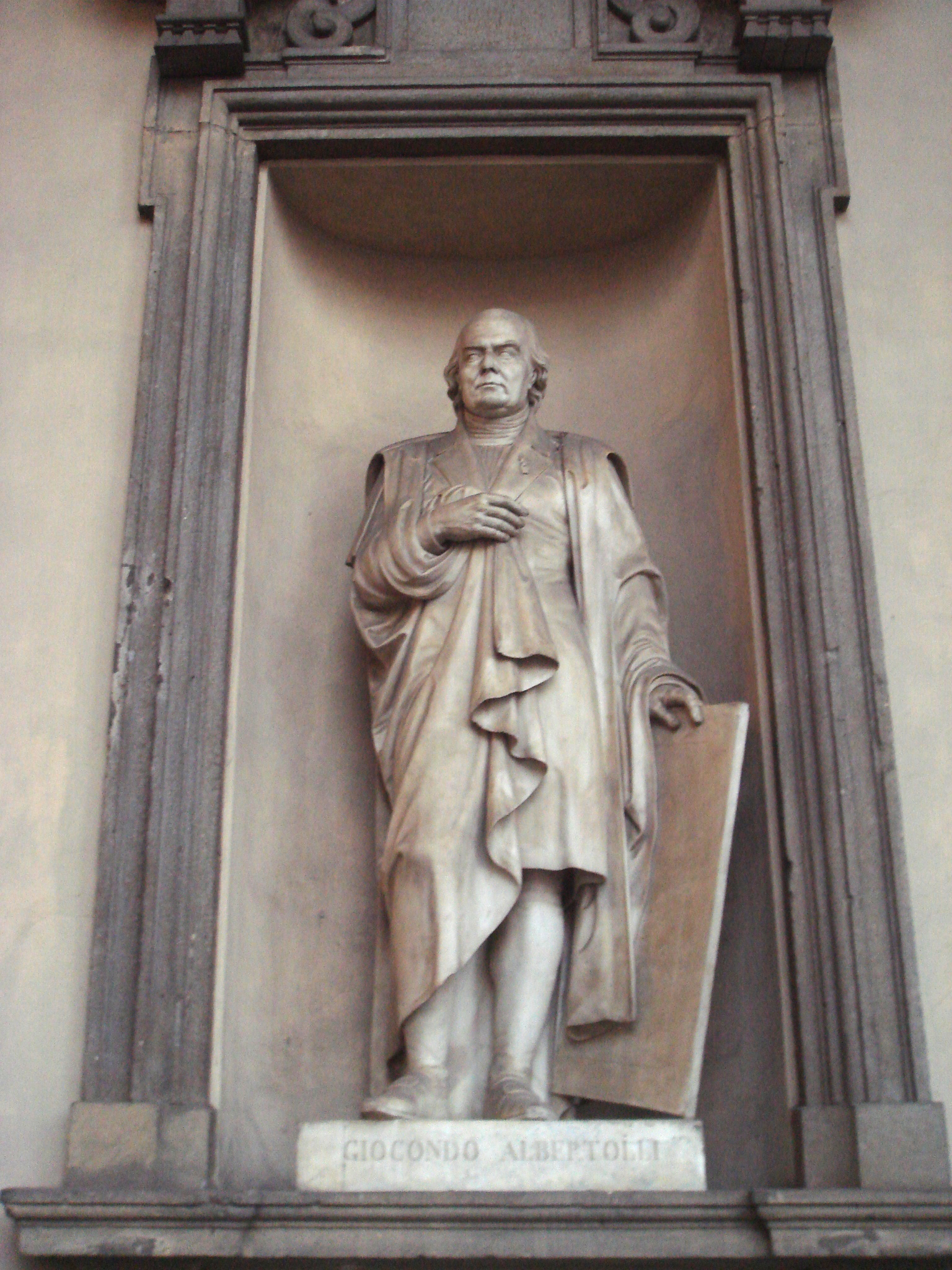
Statue von Giocondo Albertolli, Palazzo Brera, Mailand

  - Francesco Saverio Albertolli (* 1701 in Bedano; † nach 1761 ebenda?), Architekt tätig in Aosta[5][6]
  - Ferdinando Albertolli (* um 1710 in Bedano; † um 1780 in Parma?), Onkel von Giocondo, Bildhauer in Parma[7][3][8]
  - Michele Albertolli (* 29. September 1732; † nach 1761 ebenda?), Architekt tätig in Aosta[3]
  - Grato Albertolli (* um 1740 in Bedano; † nach 1783 ebenda), Stuckateur tätig in Florenz[9][10]
  - Giocondo Albertolli (1742–1839), ein Schweizer Bildhauer, Ornamentzeichner und Architekt
  - Francesco Albertolli (* um 1745 in Bedano; † nach 1783 in Fidenza ?), Bildhauer[11]
  - Alberto Albertolli (* um 1755 in Aosta; † um 1800 ebenda), Stuckateur[12][3]
  - Raffaello Albertolli (* 11. September 1770 in Bedano; † 7. Januar 1812 in Mailand), Künstler, Graveur, Zeichner und Maler. Er war Schüler und Mitarbeiter seines Vaters Giocondo Albertolli[13][14][10]
  - Ferdinando Albertolli (* 11. November 1781 in Bedano; † 24. April 1844 in Mailand), Architekt, Kupferstecher[15][10]
  - Fedele Albertolli (* 1789 in Bedano; † 21. Februar 1832 in Monza), Kunstmaler, Maler-Dekorateur und Grafiker. Er malte Ornamentale Dekorationen in Palästen in Mailand, Brianza und Piemont und Chinoiserie[16][17][10]

- Giorgio Pelossi (* 1809 in Bedano; † 1879 ebenda), Stuckateur[18][19]
- Michele Pelossi (* um 1819 in Bedano; † nach 1893 ebenda?), Maler, Zeichner und Lehrer in Lugano[18][20]
- Domenico Tognetti (1825–1911), Anwalt, Richter am Appellationsgericht, Tessiner Grossrat und Staatsrat
- Luigi Grassi (* 25. September 1879 in Bedano; † 17. Februar 1945 in Lugano), Organist und Komponist[21]
- Robert E. Konrad (auch Robert E. Conrad) (1926–1951), deutscher Schriftsteller, Übersetzer und Maler
- Rocco (Giovanni Carlo Casari) da Bedano (* 1906 in Bedano; † 1. Dezember 1983 in Locarno), Kapuziner, Historiker, Archivar bei Centro Negromante, Locarno[22]
- Giorgio Tognola (* 1941 in Grono), Sekundarlehrer an der Mittelschule von Gravesano, Lokalhistoriker, Autor, Offizier der Infanterie der Schweizer Armee, wohnt in Bedano[23]